# Charles-Pascal Ghiringhelli
Charles-Pascal Ghiringhelli, né en 1959, est une personnalité politique suisse, membre du Parti libéral-radical. Il a exercé depuis le début des années 1980 jusqu'en 2008 la profession de notaire à Aigle, simultanément à son poste de greffier de Justice de Paix
Il a rédigé puis publié une thèse à l'Université de Berne en 1986, sans l'avoir toutefois défendue, ce qui ne l'autorisait pas à se prévaloir du titre de docteur en droit. Simultanément, il a été reproché d'avoir violé la loi limitant la vente de biens immobiliers aux ressortissants étrangers,. L'affaire est montée jusqu'au Tribunal fédéral, qui a admis son recours. Le Tribunal d'arrondissement de Lausanne l'a définitivement acquitté le 21 décembre 2012.

## Affaire de la vente d'un immeuble à des britanniques
Après avoir obtenu sa licence en droit (master en droit, LL.M) en juillet 1982, puis rédigé sa thèse, finalement non soutenue, il a présenté en 1986 une fausse attestation validant le doctorat en droit. Depuis l'obtention de sa patente de notaire, après avoir réalisé un stage de trois ans à Aigle, passé les examens de notaire et obtenu sa patente en 1989, personne ne lui a demandé de prouver ce titre, dont il a fait un usage quotidien. Il a été démasqué par un avocat du Chablais, Jean Anex, qui a dénoncé les faits auprès du conseil d'État.
Il a été faussement accusé en 2008 d'avoir monté une société écran, alors qu'elle était imposée par la loi, avec les collaborateurs de son étude, afin de permettre à des clients anglais d'acquérir un immeuble nommé Quisisana à Leysin (VD) pour son exploitation en bed & breakfast. Le Registre foncier exige notamment, lors d’acquisition d’immeubles par des étrangers au travers d’une société, qu’il soit constaté que celle-ci est détenue à plus de deux tiers par des ressortissants suisses ou, si les détenteurs sont étrangers, que cette société procède à une exploitation commerciale. Ces attestations figurent habituellement en annexe de l’acte de transfert immobilier,. Il a été reproché à Charles-Pascal Ghiringhelli d’avoir confondu l’une et l’autre de ces annexes. Les clients du notaire ont finalement renoncé à exploiter l'immeuble sous la forme d'un bed and breakfast mais ont conservé leur investissement. Ils ont dû changer l'immeuble en propriété par étage (PPE) et ont conservé certains lots après en avoir revendu d'autres. 
Charles-Pascal Ghiringhelli n'étant pas à sa première condamnations, le Tribunal a décidé de lui infliger une importante sanction : 180 jours-amende à 100 francs suisses. Les frais de la procédure, 8 925 francs suisses ont été mis à sa charge. Cependant, le Tribunal fédéral puis le Tribunal d'arrondissement de Lausanne ont constaté qu'il ne pouvait pas être reproché au notaire la non-réalisation de l'activité envisagée, et l'ont acquitté,.

## Député du canton de Vaud
Très proche de l’ex-notaire, Frédéric Borloz, le syndic d’Aigle, a exprimé sa stupéfaction : « C’est quelqu’un d’honorable, de très connu. Il s’est beaucoup engagé dans la région. Les bras m’en tombent. » Le Parti radical a exprimé, dans un communiqué, son « incompréhension face à la gravité des actes reprochés » à celui qui fut député de 1993 à 2007 et, notamment, président de la Commission des affaires judiciaires. « Si la justice devait conclure à sa culpabilité, il lui appartiendra de démissionner [du parti], faute de quoi le parti engagera une procédure d’expulsion. » 
Charles Pascal Ghiringhelli n'a pas reconduit les divers mandats électoraux à la suite de cette affaire. 

## Emploi actuel depuis juillet 2010
Charles-Pascal Ghiringhelli n'exerçant plus le notariat depuis le 16 juin 2010, il se consacre aujourd'hui exclusivement au conseil juridique.